# Evolvulus gnaphaloides
Evolvulus gnaphaloides är en vindeväxtart som beskrevs av Stefano Moricand. Evolvulus gnaphaloides ingår i släktet Evolvulus och familjen vindeväxter. Inga underarter finns listade i Catalogue of Life.